# NGC 673
NGC 673 est une galaxie spirale intermédiaire située dans la constellation du Bélier. NGC 673 a été découverte par l'astronome germano-britannique William Herschel en 1786.

## Caractéristiques
Sa vitesse par rapport au fond diffus cosmologique est de 4 894 ± 20 km/s, ce qui correspond à une distance de Hubble de 72,2 ± 5,1 Mpc (∼235 millions d'al).
À ce jour, 31 mesures non basées sur le décalage vers le rouge (redshift) donnent une distance de 63,187 ± 9,459 Mpc (∼206 millions d'al), ce qui est à l'intérieur des valeurs de la distance de Hubble.
La classe de luminosité de NGC 673 est III et elle présente une large raie HI.

## Supernova
Deux supernovas ont été découvertes dans NGC 673 : SN 1996bo et SN 2001fa. 

### SN 1996bo
Cette supernova a été découverte le 18 octobre 1996 indépendamment par l'astronome amateur britannique Mark Armstrong ainsi que par Weidong Li, Qiran Qiao, Yulei Qiu et Jingyao Hu de l'observatoire astronomique de Pékin (BAO). Cette supernova était de type Ia.

### SN 2001fa
Cette supernova a été découverte 18 octobre 2001 par M. Papenkova et W. D. Li de l'université de Californie à Berkeley dans le cadre du programme LOTOSS de l'observatoire Lick. Cette supernova était de type IIn. 

## Groupe d'IC 1723
La galaxie NGC 673 fait partie du groupe d'IC 1723,. Outre IC 1723, les principales galaxies de ce groupe sont NGC 665, NGC 671, NGC 673, NGC 677, NGC 683, IC 156 et IC 162. Certaines galaxies (entre autres NGC 683) de ce groupe apparaissent dans le groupe de NGC 673 inscrit dans la liste de l'article de Garcia, d'autres (NGC 671 et NGC 677 entre autres) dans le groupe de NGC 671 inscrit dans l'article de Mahtessian. Toutes les galaxies de ces deux groupes ont été réunies dans le seul groupe d'IC 1723, la plus grosse des galaxies du groupe.